# Delanymys brooksi
Delanymys brooksi és una espècie de mamífer rosegador de la família dels nesòmids. Viu a Burundi, la República Democràtica del Congo, Ruanda i Uganda a altituds d'entre 1.700 i 2.400 msnm. Es tracta d'un animal nocturn. El seu hàbitat natural són els boscos montans i de bambú. Està amenaçat per l'expansió de l'activitat humana.
L'espècie fou anomenada en honor del biòleg i mestre canadenc Allan Cecil Brooks.